# سرعتش رو کم کن
«سرعتش رو کم کن» (انگلیسی: Slow It Down) ترانه‌ای از خواننده و ترانه‌پرداز آمریکایی، بنسون بون است. این ترانه ۲۱ مارس ۲۰۲۴ به عنوان دومین تک‌آهنگ از نخستین آلبوم استودیویی او با نام آتش‌بازی و رول‌بلیدها (۲۰۲۴) منتشر شد. این ترانه در چندین کشور از جمله ایرلند، نروژ، نیوزیلند و بریتانیا به جمع ۲۰ آهنگ برتر جدول فروش رسید.

## آهنگسازی
«سرعتش رو کم کن» دارای سرعتی برابر با ۱۸۱ ضرب در دقیقه (بی‌پی‌ام) است، اما می‌توان آن را در حالت نیم‌سرعت (۹۱ بی‌پی‌ام) نیز اجرا کرد. این ترانه ۲ دقیقه و ۴۲ ثانیه زمان دارد، در گام لا بمل ماژور نوشته شده و از میزان‌نمای ۴/۴ پیروی می‌کند.